# Coupe de France 1983/84
Het seizoen 1983/84 was het 67e seizoen van de Coupe de France in het voetbal. Het toernooi werd georganiseerd door de Franse voetbalbond.
Dit seizoen namen er 3705 clubs deel (425 meer dan de record deelname uit het vorige seizoen). De competitie ging in de zomer van 1983 van start en eindigde op 11 mei 1984 met de finale in het Parc des Princes in Parijs. De finale werd gespeeld tussen Football Club de Metz (voor de tweede keer finalist) en AS Monaco (voor de vijfde keer finalist). FC Metz veroverde voor de eerste keer de beker door AS Monaco, na verlenging, met 2-0 te verslaan.
Als bekerwinnaar vertegenwoordigde FC Metz Frankrijk in de Europacup II 1984/85.

## Uitslagen

### 1/32 finale
De 20 clubs van de Division 1 kwamen in deze ronde voor het eerst in actie. De wedstrijden werden op 27 en 29 januari en 4 februari gespeeld.
| Winnaar            | Uitslag | Verliezer                  |
| ------------------ | ------- | -------------------------- |
| FC Metz            | 2-0     | Calais RUFC                |
| AS Monaco          | 2-0     | Olympique Alès en Cévennes |
| FC Nantes          | 2-1     | Amiens SC                  |
| Sporting Toulon    | 2-0     | AS Béziers                 |
| Stade Laval        | 2-1 nv  | SCO Angers                 |
| AS Cannes          | 2-1     | UGA Lyon-Décines           |
| FC Mulhouse        | 1-0     | Paris Saint-Germain        |
| RC Lens            | 1-0 nv  | US Orléans                 |
| RCFC Besançon      | 1-0     | AS Corbeil Essonnes        |
| AS Nancy           | 1-0     | FC Gueugnon                |
| Olympique Lyon     | 2-1     | Red Star Paris             |
| EA Guingamp        | 2-1     | Union Clissons-Korrigans   |
| FC Rouen           | 2-0     | LB Châteauroux             |
| FC Sochaux         | 2-0     | Thionville FC              |
| Girondins Bordeaux | 3-1     | Brest Armorique            |
| RC Strasbourg      | 3-0     | AC Évreux                  |

| Winnaar               | Uitslag      | Verliezer           |
| --------------------- | ------------ | ------------------- |
| CA Castets-en-Dorthe  | 1-1 ns (2-0) | FC La Roche-sur-Yon |
| AS Saint-Étienne      | 1-0          | AJ Auxerre          |
| Stade Rennes          | 2-0          | AS Libourne         |
| Toulouse FC           | 2-1          | Olympique Marseille |
| SM Caen               | 2-1          | Lille OSC           |
| SEC Bastia            | 1-0          | Olympique Nîmes     |
| SC Orange             | 1-0          | US Saint-Tropez     |
| Stade Reims           | 2-2 ns (4-1) | Paris FC ‘83        |
| Pau FC                | 1-1 ns (3-2) | FC Montauban        |
| AS Sarreguemines      | 2-1          | US Maubeuge         |
| CS Thonon             | 2-1 nv       | CO Saint-Dizier     |
| AEP Bourg-La Roche    | 0-0 ns (5-4) | CO Cholet           |
| US Valenciennes-Anzin | 2-1          | SC Abbeville        |
| Tours FC              | 2-1          | UES Montmorillon    |
| Le Havre AC           | 4-2          | US Marly-le-Roi     |
| FC Martigues          | 2-0          | FC Sète             |

### 1/16 finale
De heenwedstrijden op 17, 18 en 19 februari gespeeld, de terugwedstrijden op 21 en 22 februari.
 * = eerst thuis 
| Winnaar           | Uitslag           | Verliezer              |
| ----------------- | ----------------- | ---------------------- |
| FC Metz           | 4-0, 4-0          | CA Castets-en-Dorthe * |
| AS Monaco *       | 1-0, 1-0          | AS Saint-Étienne       |
| FC Nantes         | 2-0, 7-0          | Stade Rennes *         |
| Sporting Toulon * | 1-0, 1-0          | Toulouse FC            |
| Stade Laval       | 0-1, 1-0 ns (5-4) | SM Caen *              |
| AS Cannes         | 1-2, 6-1          | SEC Bastia *           |
| FC Mulhouse       | 2-1, 3-2          | SC Orange *            |
| RC Lens           | 2-2, 0-0          | Stade Reims *          |

| Winnaar              | Uitslag  | Verliezer               |
| -------------------- | -------- | ----------------------- |
| RCFC Besançon        | 1-0, 2-2 | Pau FC *                |
| AS Nancy *           | 2-0, 9-1 | AS Sarreguemines        |
| Olympique Lyon       | 1-1, 1-0 | CS Thonon *             |
| EA Guingamp          | 1-0, 4-0 | AEP Bourg-La Roche *    |
| FC Rouen             | 3-0, 2-0 | US Valenciennes-Anzin * |
| FC Sochaux           | 1-1, 3-0 | Tours FC *              |
| Girondins Bordeaux * | 1-0, 2-0 | Le Havre AC             |
| RC Strasbourg        | 1-0, 2-0 | FC Martigues *          |

### 1/8 finale
De heenwedstrijden werden op 17 maart gespeeld, de terugwedstrijden op 20 en 21 maart.
 * = eerst thuis 
| Winnaar           | Uitslag  | Verliezer      |
| ----------------- | -------- | -------------- |
| FC Metz *         | 4-0, 1-1 | RCFC Besançon  |
| AS Monaco *       | 2-0, 4-1 | AS Nancy       |
| FC Nantes *       | 0-0, 4-4 | Olympique Lyon |
| Sporting Toulon * | 2-0, 0-1 | EA Guingamp    |

| Winnaar     | Uitslag  | Verliezer            |
| ----------- | -------- | -------------------- |
| Stade Laval | 0-1, 3-1 | FC Rouen *           |
| AS Cannes * | 3-0, 1-1 | FC Sochaux           |
| FC Mulhouse | 1-0, 2-2 | Girondins Bordeaux * |
| RC Lens *   | 1-0, 0-0 | RC Strasbourg        |

### Kwartfinale
De heenwedstrijden werden op 4 en 5 april gespeeld, de terugwedstrijden op 11 april.
 * = eerst thuis 
| Winnaar         | Uitslag     | Verliezer   |
| --------------- | ----------- | ----------- |
| FC Metz *       | 1-0, 2-1    | Stade Laval |
| AS Monaco *     | 4-2, 4-2    | AS Cannes   |
| FC Nantes *     | 2-0, 2-3    | FC Mulhouse |
| Sporting Toulon | 1-0, 2-2 nv | RC Lens *   |

### Halve finale
De heenwedstrijden werden op 25 april gespeeld, de terugwedstrijden op 5 mei.
 * = eerst thuis 
| Winnaar     | Uitslag  | Verliezer       |
| ----------- | -------- | --------------- |
| FC Metz     | 1-2, 1-0 | FC Nantes *     |
| AS Monaco * | 4-1, 1-2 | Sporting Toulon |

### Finale
|             |                                               |       |           |                                                                              |
| 11 mei 1984 | FC Metz                                       | 2 – 0 | AS Monaco | Parc des Princes, Parijs Toeschouwers: 45.384 Scheidsrechter: Michel Vautrot |
| 11 mei 1984 | Philippe Hinschberger 102' Zvonko Kurbos 108' |       |           | Parc des Princes, Parijs Toeschouwers: 45.384 Scheidsrechter: Michel Vautrot |

1917/18 · 1918/19 · 1919/20 · 1920/21 · 1921/22 · 1922/23 · 1923/24 · 1924/25 · 1925/26 · 1926/27 · 1927/28 · 1928/29 · 1929/30 · 1930/31 · 1931/32 · 1932/33 · 1933/34 · 1934/35 · 1935/36 · 1936/37 · 1937/38 · 1938/39 · 1939/40 · 1940/41 · 1941/42 · 1942/43 · 1943/44 · 1944/45 · 1945/46 · 1946/47 · 1947/48 · 1948/49 · 1949/50 · 1950/51 · 1951/52 · 1952/53 · 1953/54 · 1954/55 · 1955/56 · 1956/57 · 1957/58 · 1958/59 · 1959/60 · 1960/61 · 1961/62 · 1962/63 · 1963/64 · 1964/65 · 1965/66 · 1966/67 · 1967/68 · 1968/69 · 1969/70 · 1970/71 · 1971/72 · 1972/73 · 1973/74 · 1974/75 · 1975/76 · 1976/77 · 1977/78 · 1978/79 · 1979/80 · 1980/81 · 1981/82 · 1982/83 · 1983/84 · 1984/85 · 1985/86 · 1986/87 · 1987/88 · 1988/89 · 1989/90 · 1990/91 · 1991/92 · 1992/93 · 1993/94 · 1994/95 · 1995/96 · 1996/97 · 1997/98 · 1998/99 · 1999/00 · 2000/01 · 2001/02 · 2002/03 · 2003/04 · 2004/05 · 2005/06 · 2006/07 · 2007/08 · 2008/09 · 2009/10 · 2010/11 · 2011/12 · 2012/13 · 2013/14 · 2014/15 · 2015/16 · 2016/17 · 2017/18 · 2018/19 · 2019/20 · 2020/21 · 
2021/22 · 2022/23 · 2023/24 · 2024/25 ·